# صائب عريقات
صائب محمد صالح عريقات ويُكنى بأبي علي (وُلد في 28 أبريل 1955 في أبو ديس – توفي في 10 نوفمبر 2020 في القدس) سياسي فلسطيني يُعرف بلقب «كبير المفاوضين الفلسطينيين» منذ عام 1995 لمشاركته في المفاوضات الفلسطينية الإسرائيلية، كما يُطلق عليه ياسر عرفات لقب «شيطان أريحا». شغل بين عامي 2015 و2020 منصب أمين سر اللجنة التنفيذية لمنظمة التحرير الفلسطينية.

## حياته الشخصية
وُلد يوم 28 أبريل 1955 في بلدة أبو ديس بمحافظة القدس عندما كانت تحت الإدارة الأردنية، وهو السادس من بين سبعة إخوة وأخوات، أقام والده فترة طويلة في الولايات المتحدة بوصفه رجل أعمال. سماه والده باسم صائب نسبة إلى اسم رئيس الوزراء اللبناني في حينها صائب سلام.
تلقى عريقات تعليمه المدرسي في مدارس مدينة أريحا، وحصل على شهادة الدراسة الثانوية العامة عام 1972. حصل على درجة البكالوريوس في عام 1977 وعلى درجة الماجستير في 28 ديسمبر 1978 من جامعة سان فرانسيسكو الحكومية بالولايات المتحدة في تخصص العلوم السياسية، وكان رئيسًا لاتحاد الطلبة العرب في الجامعة. ابتعثته جامعة النجاح الوطنية إلى جامعة برادفورد في المملكة المتحدة وحصل منها على درجة الدكتوراه في دراسات السلام عام 1983.
تزوج في 3 سبتمبر 1981 من قريبته نعمة عريقات، ولهما 4 أبناء. عمل محاضرًا في جامعة النجاح الوطنية بين عامي 1979 و1990 وكان بين عامي 1982 و1986 مديرًا للعلاقات العامة فيها. كما عمل مع جريدة القدس في كتابة المقالات الافتتاحية والإخبارية بين عامي 1982 و1994.

## حياته السياسية

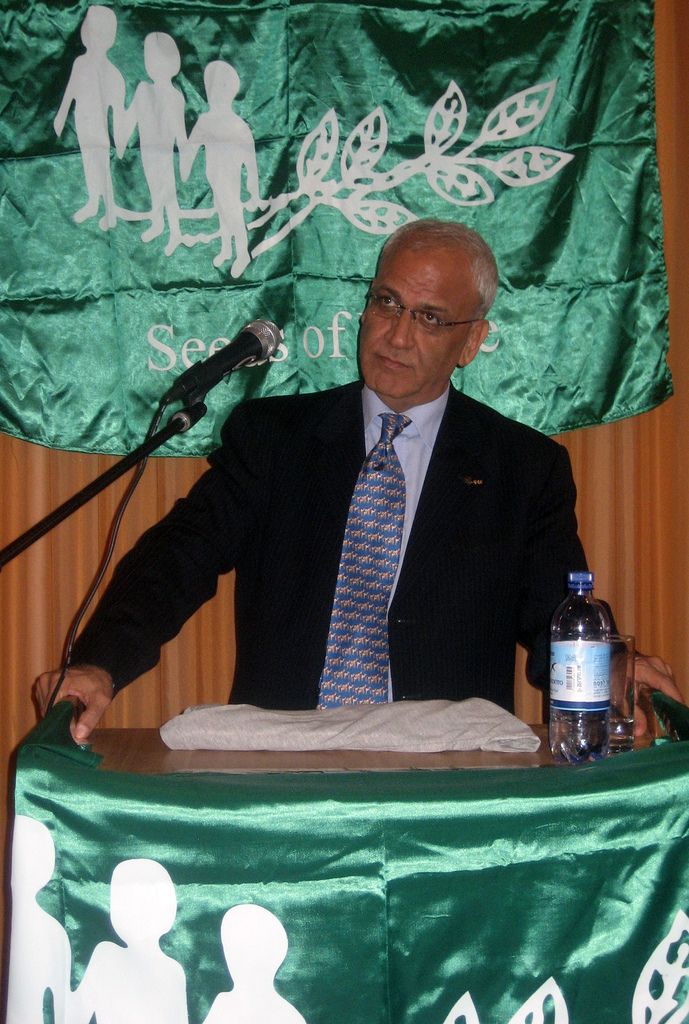
صائب عريقات أثناء إلقائه كلمة في جمعية بذور من أجل السلام عام 2007

اعتقله جيش الاحتلال الإسرائيلي عام 1968 وهو في الثالثة عشرة من عمره لمدة أيام بتهمة إلقاء الحجارة والكتابة على الجدران.
في عام 1982، أثارت إحدى مقالاته في جريدة القدس الجدل بعد دعوته إلى حوار بين الأكاديميين الفلسطينيين والإسرائيليين، حيث قاطع الطلبة محاضراته واتهموه بــ«الخيانة». وفي عام 1983، جلب إلى جامعة النجاح الوطنية طلابًا إسرائيليين من جامعة تل أبيب للمشاركة في برنامج تبادل، واتهمه الطلاب الفلسطينيون بـ «الخيانة العظمى».
أُعيد اعتقاله في يونيو 1986 وخرج بكفالة، وحكمت المحكمة العسكرية الإسرائيلية عليه في نابلس في 7 أبريل 1987 بالسجن لمدة 5 سنوات مع وقف التنفيذ، ودفع غرامة قدرها 10 آلاف دولار بتهمة التحريض من خلال إصدار نشرات باللغات العربية والإنجليزية والفرنسية حول الاحتلال في جامعة النجاح الوطنية.
كان عريقات نائبًا لرئيس الوفد الفلسطيني حيدر عبد الشافي إلى مؤتمر مدريد عام 1991 وما تلاه من مباحثات في واشنطن خلال عامي 1992 و1993، وعُيِّن رئيساً للوفد الفلسطيني المفاوض عام 1994.

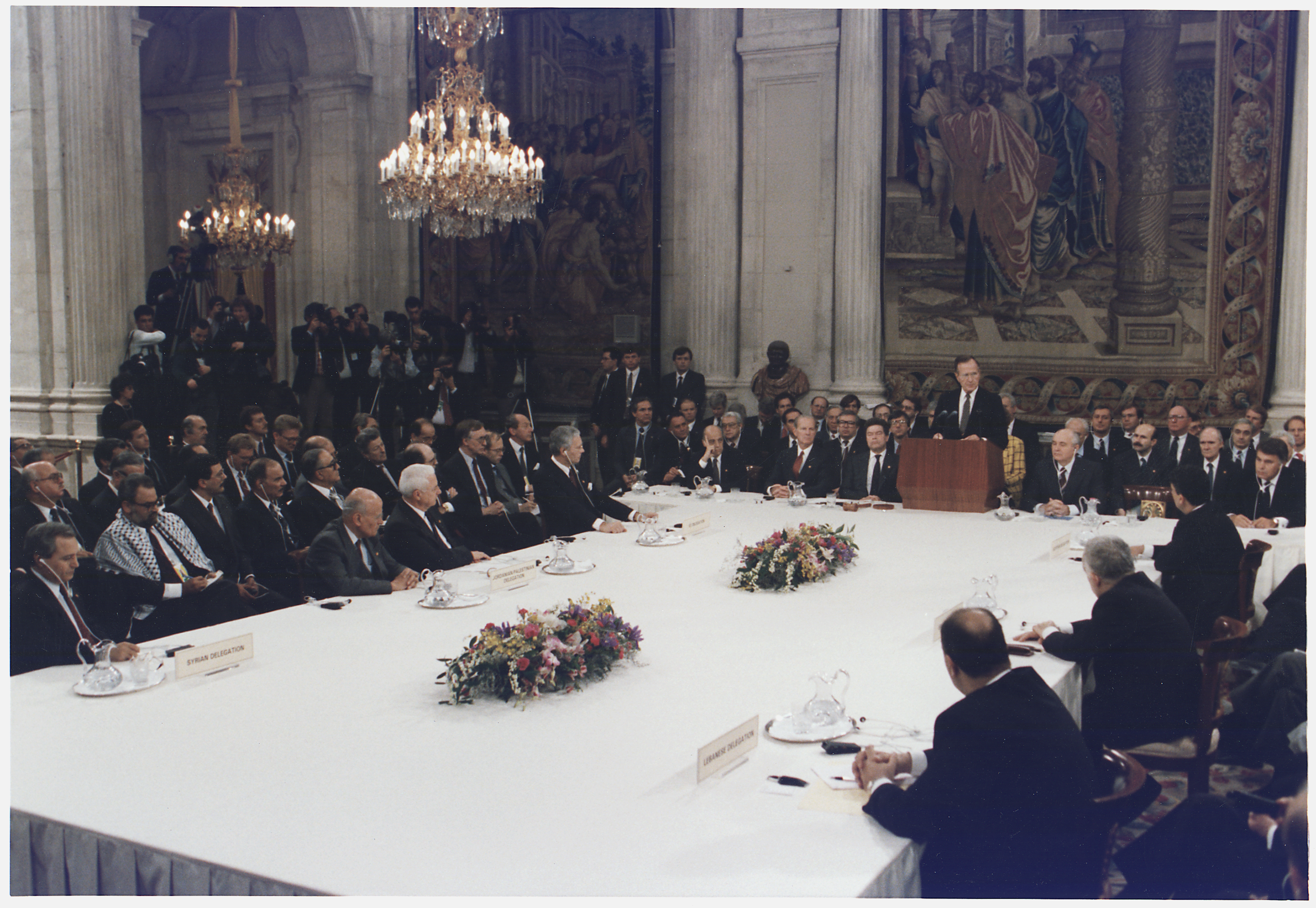
عريقات في مؤتمر مدريد للسلام لابسًا الكوفية الفلسطينية

أثار عريقات حفيظة الوفد الإسرائيلي والأمريكي خلال مؤتمر مدريد للسلام بعد ارتدائه الكوفية الفلسطينية.
عُين وزيرًا للحكم المحلي ضمن حكومات ياسر عرفات الخمس في الفترة منذ 5 مارس 1994 وحتى 30 مارس 2003 وكان أول شخص يشغل هذا المنصب. وفي عام 1995 لُقب بـ «كبير المفاوضين الفلسطينيين»، وانتخب عضوًا في المجلس التشريعي الفلسطيني ممثلاً عن دائرة محافظة أريحا في الانتخابات العامة الفلسطينية 1996. كان أحد الموالين المقربين من ياسر عرفات إبان قمة كامب ديفيد عام 2000 والمفاوضات التي أعقبتها في طابا عام 2001.
عُين وزيرًا لشؤون المفاوضات ضمن حكومة محمود عباس في الفترة منذ 30 مارس 2003 وحتى 5 أكتوبر 2003. كما عُين وزير دولة لشؤون المفاوضات ضمن حكومة أحمد قريع الأولى في الفترة منذ 5 أكتوبر 2003 وحتى 12 نوفمبر 2003. ووزير شؤون المفاوضات في حكومة قريع الثانية في الفترة منذ 12 نوفمبر 2003 وحتى 24 فبراير 2005، كُلف خلالها في 27 سبتمبر 2004 بمُتابعة شؤون وزارة الإعلام.
في 27 فبراير 2005، عُين رئيسًا لدائرة شؤون المفاوضات في منظمة التحرير الفلسطينية واستمر حتى عام 2020. وفي 5 مارس 2005، عُين عضوًا في لجنة المفاوضات ضمن اللجنة التنفيذية لمنظمة التحرير الفلسطينية.
في 28 أكتوبر 2005، عُين عضوًا في مجلس الأمن القومي الفلسطيني بصفته رئيسًا لدائرة شؤون المفاوضات في منظمة التحرير الفلسطينية.
أُعيد انتخابه عضوًا في المجلس التشريعي الفلسطيني عن دائرة محافظة أريحا في الانتخابات التشريعية الفلسطينية 2006. في عام 2009 انتخب عضوًا باللجنة المركزية في حركة فتح واستمر حتى 2020، ثم اختير بالتوافق في نهاية عام 2009 عضوًا للجنة التنفيذية لمنظمة التحرير الفلسطينية وحتى عام 2020.
في 7 فبراير 2015، عُين رئيسًا للجنة الوطنية العليا الفلسطينية للمُتابعة مع المحكمة الجنائية الدولية واستمر حتى 2020.

### وثائق المفاوضات المسربة
كانت الجزيرة قد بثت في الفترة بين 23–26 يناير 2011 برنامج «الوثائق الفلسطينية» في سلسلة حلقات وثائقية مكونة من أربع حلقات باللغة الإنجليزية أُذيعت على قناة الجزيرة الإنجليزية حيث فحصت الوثائق الدبلوماسية التي «تم تسريبها» والمتعلقة بعملية سلام الشرق الأوسط.
في فبراير 2011 قدم صائب عريقات استقالته من منصب رئيس دائرة المفاوضات الفلسطينية، بعد التحقيق الذي أجرته السلطة الفلسطينية في قضية تسريب وثائق المفاوضات التي حصلت عليها قناة الجزيرة، وأظهرت نتائجه أن هذه الوثائق أخذت من مكتب دعم المفاوضات الذي يرأسه صائب عريقات. لكنه ما لبث أن تراجع. وبعد أن رفع عريقات قضية على الجزيرة رد دعواه ضد الجزيرة.

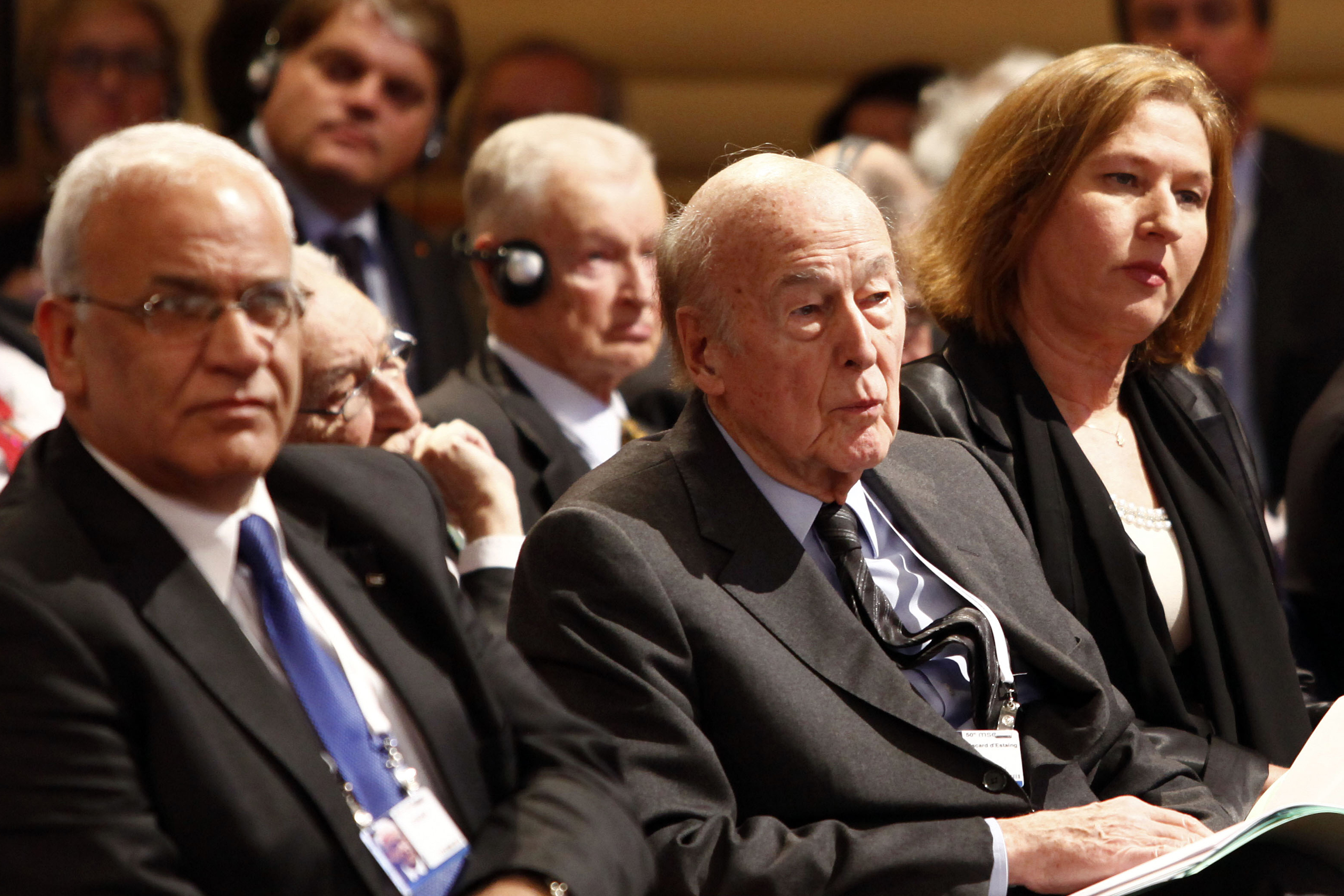
عريقات مع تسيبي ليفني، وفاليري جيسكار ديستان، 2014
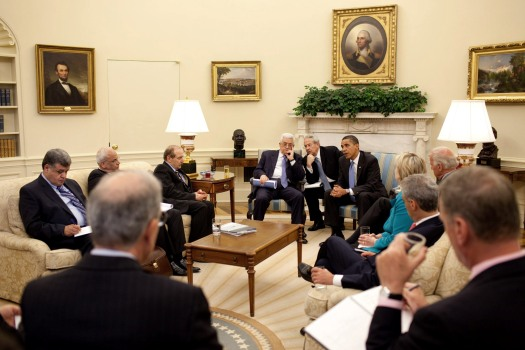
صائب عريقات في اجتماع مع باراك أوباما، و محمود عباس،و ياسر عبد ربه، في المكتب البيضاوي، 2009

### مواقف سياسية
- طالب عريقات المحكمة الجنائية الدولية بفتح تحقيق في حادثة قتل إسرائيل لإياد الحلاق وطالب برفع الحصانة عنها فورًا ومحاسبتها.[27]
- طالب عريقات، بأن يُصدر الأمين العام لجامعة الدول العربية أحمد أبو الغيط بيانًا بإدانة الاتفاق الإماراتي الإسرائيلي، أو الاستقالة من منصبه. وقال أيضًا «الإمارات كافأت إسرائيل ونتنياهو على جرائمهما، والاتفاق الإماراتي الإسرائيلي، خرق فاضح لقرارات الجامعة العربية».[28]
- اعتبر عريقات الاتفاق البحريني الإسرائيلي بأنه: «إعلان رسمي بقبول صفقة القرن، وبداية لتغيير المنظومة السياسية جذريا في العالم العربي» و«يشكل طعنة مسمومة في الظهر الفلسطيني والقضية الفلسطينية».[29]

## مؤلفات
ألف صائب عريقات عدة كتب (حوالي ثمانية) أبرزها:
- كتاب «الحياة مفاوضات»، صدر عام 2008.
- كتاب «عناصر التفاوض بين علي وروجز فيشر»، صدر عام 2014.
- كتاب «دبلوماسية الحصار» صدر عام 2018.

## وضعه الصحي ووفاته
في 8 مايو 2012، نُقل إلى أحد مستشفيات رام الله بعد إصابته بنوبة قلبية. خضع عريقات في 12 أكتوبر 2017 لعملية زراعة رئة في مستشفى إينوفا فيرفاكس [الإنجليزية] في فرجينيا الشمالية.
في 9 أكتوبر 2020، أُعلن عن إصابته بمرض فيروس كورونا 2019، وفي 18 أكتوبر 2020 نُقل إلى مستشفى هداسا عين كارم الإسرائيلي في القدس لتلقي العلاج بعد أن ساءت حالته الصحية. قالت ابنته أخصائية العيون سلام عريقات في تغريدة على موقع تويتر في 21 أكتوبر 2020، أن والدها خضع لتنظير قصبي لفحص حالة جهازه التنفسي.
توفي صائب عريقات بتاريخ 10 نوفمبر 2020 ميلاديًّا الموافق 24 ربيع الأول 1442 هجريًّا عن عمرٍ ناهز 65 عامًا، وكانت وفاته في مستشفى هداسا عين كارم وذلك على أثر إصابته بفيروس كورونا (كوفيد-19). أعلنت السلطة الوطنية الفلسطينية الحداد 3 أيام وتنكيس الأعلام.
نُقل جثمانه إلى مستشفى الاستشاري العربي في مدينة رام الله، وشُيع ودُفن في 11 نوفمبر 2020 في مدينة أريحا.

## أوسمة
في 10 نوفمبر 2021، منح الرئيس الفلسطيني محمود عباس الراحل صائب عريقات وسام نجمة الشرف الفلسطينية من الدرجة العليا، وذلك في الذكرى الأولى لرحيله.

## وصلات خارجية
- وثائق المفاوضات المسربة- موقع الجزيرة نت
- صائب عريقات من موقع البي بي سي العربي
- صائب عريقات على موقع IMDb (الإنجليزية)
- صائب عريقات على موقع مونزينجر (الألمانية)
- صائب عريقات على موقع ديسكوغز (الإنجليزية)